# Токарі (Лебединська міська громада)
Токарі́ — село в Україні, підпорядковане Лебединській міськраді Сумська область. Населення становить 407 осіб. Орган місцевого самоврядування — Лебединська міська рада.

## Географія
Село Токарі розташоване на лівому березі річки Псел, вище за течією на відстані 5 км розташоване село Куданівка, нижче за течією на відстані 5,5 км розташоване село Михайлівка, на протилежному березі — село Межиріч, за 12 км розташоване місто Лебедин. До села примикає лісовий масив (сосна).

### Назва
- У давнину річка Псел змінювала свої береги. І на березі невеликої затоки 1764 року оселився селянин на прізвище Токар. І цю затоку стали називати Токарева, звідси і походить назва село Токарі.
- На два кілометри нижче за течією річки на березі Псла також оселилися люди. Згодом це поселення стали називати Бережками.
- Минуло багато років, і на початку XX століття ці два села об'єдналися. І стало це село єдиним з милозвучною назвою Токарі-Бережки. Але так сталося, що друга частина назви нині не вживається, а село зветься Токарі.

## Історія
- 1764 р. — поява перших поселенців на нинішній території села.
- 1882–1917 рр. — село Токарі належало графу Василю Капністу.
- 1929 р. — створений колгосп «Червона Зоря».
- 1960 р. — створено міжгосподарський будинок відпочинку, який у 1988 році здобув статус санаторія «Токарі».[2]
- 1993 р. — відкрито родовище мінеральної води «Токарівська».
- 12 червня 2020 року, відповідно до Розпорядження Кабінету Міністрів України № 723-р «Про визначення адміністративних центрів та затвердження територій територіальних громад Сумської області» увійшло до складу Лебединської міської громади[3].
- 19 липня 2020 року, після адміністративно-територіальної реформи та ліквідації Лебединського району, село увійшло до Сумського району[4].

## Відомі люди
- Савченко Марія Харитонівна (1913–2005) — двічі Герой Соціалістичної Праці (1948, 1958). Заслужений працівник сільського господарства УРСР (1973). Працівниця ферми № 3 колгоспу «Червона зоря» (пізніше — колгосп ім. В. І. Леніна) в селі Токарі.
- Грушка Ніна Іванівна (1929–2006) — Герой Соціалістичної Праці (1971). Передовик соціалістичних змагань у колгоспі та районі. Нагороджена орденом Леніна.
- Хобот Іван Тимофійович — відомий дояр, завідувач ферми. У 1940 році на Всесоюзній сільськогосподарській виставці був нагороджений Орденом Трудового Червоного Прапора. Згодом за рекордні надої молока був нагороджений орденом Леніна.

## Пам'ятники

Пам'ятник «Невідомому солдату»
в центрі села

- «Невідомому солдату» — на братській могилі радянських воїнів та воїнів-односельців, що загинули під час німецько-радянської війни 1941—1945 років.
- бронзове погруддя М. X. Савченко.

## Економіка
- Санаторій «Токарі».
- ТОВ «АХ».
- ПП «Деревообробка».